# Pszeudo-izidori dekretálék
A pszeudo-izidori dekretálék vagy ál-izidori gyűjtemény a középkorban keletkezett egyházjogi hamisítványok. A kompiláció valószínűleg a reimsi egyháztartományban, a Frank Birodalom felosztása után, a 9. század közepe táján készült. A hamisítványok hatása Európa-szerte érvényesült, a 9. századi kéziratok nagy száma bizonyítja ezen iratok gyors terjedését, különösen Franciaországban és Itáliában. 

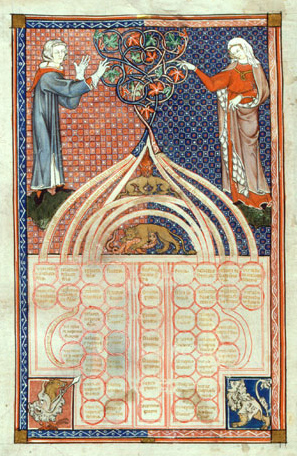
A 12. századi Decretum Gratiani kánonjogi gyűjtemény is forrásként használta fel a pszeudo-izidori dekretálékat

A gyűjtemény szerzője magát Isidorus Mercatornak nevezi, mely álnév alatt a középkor Sevillai Szt. Izidort és Marius Mercatort vélte. Valószínűleg frank-germán egyházi emberek hozták létre a katolikus egyházi törekvések és a püspöki hatalom megerősítésére, továbbá a pápa felsőbbségének kinyilvánítására a világi hatalmasságok felett. 
A kollekció legnevezetesebb hamisítványa egy korábbi, feltehetőleg a 8. században keletkezett ún. Constantinusi adománylevél (Donatio Constantini), mely szerint I. Constantinus római császár a pápaságnak adományozta Itália és a Nyugat országai feletti hatalmat.
A gyűjtemény egyes darabjainak hitelességét már a 11-12. században is kétségbe vonták, de a 17. századig nagyrészt sikeres volt és hitelesnek tekintették, ekkor mutatták végérvényesen ki, hogy a gyűjtemény hamisítvány.

## Részei
Fő részei:
- Collectio Hispana Gallica Augustodunensis – 4–8. századi pápai levelek hamisítványa. Az eredeti spanyol Collectio Hispana átdolgozása után nagy része a gall Autunban keletkezett (latin: Augustodunum); innen a név.[4] Jelenleg a Vatikán tulajdona.[5]
- Capitularia Benedicti Levitae – hatalmas kapitulárégyűjtemény.[megj. 1] A nevét az önmagát Benedictus diakónusnak (levitae) bemutató szerzőről kapta, aki arról beszél, hogy Odgar mainzi érsek megbízásából a mainzi érseki okmánytár anyagát dolgozta fel.[4]
- Capitula Angilramni – a püspököket védi a bírósági eljárásoktól. Angilram (wd) metzi püspök (768–791) nevéről elnevezve, akinek a hamisítvány szerint e határozatokat I. Adorján pápa (772–795) küldi
- Mintegy száz pápai levél gyűjteménye, melynek nagy részét az első három évszázad római püspökeitől származtatták. Közel 90 bizonyítottan hamis, a maradék eredete még vitatott.[4]

A négy fő gyűjteményen kívüli kisebb részek:
- a khalkédóni zsinat kivonata
- Collectio Danieliana – a magyar Szent István király bizonyos egyházzal kapcsolatos rendelkezései[6] igen pontos egyezést mutatnak vele, akárcsak az ál-izidori gyűjtemény többi részével.[7] Jelenleg a berni könyvtárban (Berner Burgerbibliothek) őrzik.[8]

#### Megjegyzés
1. ↑  kapituláré = a frank birodalomnak királyi rendeletekben kinyilvánított törvényei

## Fordítás
- Ez a szócikk részben vagy egészben  a   Pseudo Isidorian Decretals című angol Wikipédia-szócikk fordításán alapul.  Az eredeti cikk szerkesztőit annak laptörténete sorolja fel. Ez a jelzés csupán a megfogalmazás eredetét és a szerzői jogokat jelzi, nem szolgál a cikkben szereplő információk forrásmegjelöléseként.